# Yona Metzger
Yona Metzger (en hebreo: יונה מצגר‎; Haifa, 1953) es un rabino ortodoxo israelí.

## Biografía
Sirvió en las Fuerzas de Defensa de Israel como capellán, participando en diversas conflictos armados como miembro de la Séptima Brigada Armada, de la que se retiró con el grado de capitán. 
Obtuvo su ordenación rabínica en la Yeshivat Kerem BeYavne. Fue rabino de la sinagoga Tiferet Zvi en Tel Aviv, para ser posteriormente designado rabino regional del norte de Tel Aviv. Ha escrito diez libros, dos de los cuales fueron premiados por el presidente de Israel.

## Gran Rabino de Israel
Desde que asumió su puesto de gran rabino, ha trabajo intensamente en lograr alcanzar diversos grupos de personas, tanto judías como no judías. Sus relaciones de alto perfil y cooperaciones con líderes de otras religiones y nacionalidades son una reminiscencia de la reputación "internacional" de su predecesor, el rabino Lau. Asimismo, el rabino Metzger ha trabajado para facilitar la mantención de los estándares de kashrut en Israel mediante la implementación de tecnología, tales como la activación de los quemadores de los hornos caseros mediante teléfonos celulares, en orden de evitar bishul akum (la cocción de alimentos por un no-judío). También ha estado trabajado en la estandarización de la kashrut a nivel internacional.
Ha sido un prominente activista en materia de negociación internacional, especialmente en lo referente al conflicto árabe-israelí, sosteniendo -al efecto- reuniones con diversos dignatarios musulmanes y políticos de países árabes.

### Diálogo interreligioso
Una de sus mayores prioridades ha sido el fomento de las relaciones amistosas con otras comunidades religiosas. Una idea que ha propuesto en reiteradas ocasiones ha sido el establecimiento de un organismo religioso -similar a la ONU- con sede en Jerusalén. La primera vez que lo propuso fue en 2004, luego de servir como mediador en una disputa de relevancia pública entre haredim y la comunidad armenio-cristiana, para volver a proponerlo en febrero de 2006 en una reunión ecuménica entre rabinos y clérigos musulmanes con el 14.º Dalái lama en Israel, y nuevamente en marzo de ese año, cuando asistió al Congreso Internacional de Imanes y Rabinos por la Paz en Sevilla, España.
Este nuevo organismo internacional propuesto por Metzger estaría compuesto por representantes de las religiones del mundo, en contrapartida a los estados representados en Naciones Unidas. Metzger ha sugerido que el Dalái lama sea quien lidere tal Asamblea. En tal sentido, el Dalái lama pidió a los líderes religiosos y políticos ayudar a Metzger en la realización de su plan.
En un viaje a India en febrero de 2007, Metzger, junto a otros prominentes rabinos, firmaron una declaración en contra de la violencia con los líderes locales hindúes, como parte de una cumbre organizada por el Concilio Mundial de Líderes Religiosos. Uno de los puntos que fueron enfatizados por los participantes fueron las similitudes entre judíos e hindúes, particularmente en lo relativo a la violencia de la que son víctimas por parte de grupos de musulmanes islamistas. En tal visita, Metzger señaló que: "los judíos han vivido en India por 2000 años, y nunca han sido discriminados. Esto es algo sin paralelo en la historia mundial."

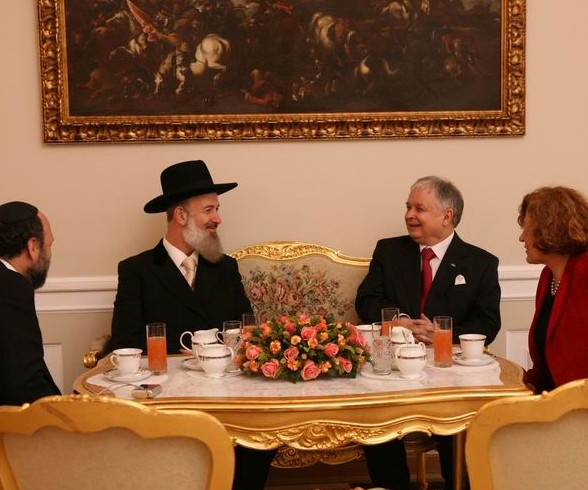
Metzger con el presidente polaco Lech Kaczynski

En marzo de 2008, Metzger apoyó la conferencia interreligiosa propuesta por el Rey Abdalá bin Abdelaziz de Arabia Saudita
Asimismo, Metzger fue parte de la delegación de líderes religiosos que se reunieron con el Secretario General de Naciones Unidas Ban Ki-moon en Moscú, en abril de 2008.
En sus notas de bienvenida al Papa Benedicto XVI en la Gran Sinagoga Heichal Shlomo, el rabino Metzger felicitó al pontífice en su llegada a "nuestra tierra santa - la tierra a la cual nosotros oramos para regresar durante 2000 años en exilio... Y, con la ayuda de Dios, nuestra reunión de hoy se está llevando a cabo en la tierra de Israel, en nuestra ciudad de Jerusalén - la eterna capital del pueblo judío."

### Relación con los armenios
Durante su período a la cabeza del Gran Rabinato de Israel, Metzger ha estado involucrado en algunos notables incidentes con la comunidad armenia residente en Israel y en otros países.
En efecto; en diciembre de 2004, Metzger fue pieza clave en la disminución de las tensiones entre grupos judíos ultra-ortodoxos y miembros de la comunidad armenio-cristiana, derivadas de un incidente en el que un estudiante de una yeshiva ultra-ortodoxa escupió a un arzobispo armenio. Luego, en noviembre de 2005, durante una visita al Memorial del Genocidio Armenio y el Museo del Genocidio en Ereván, dio un breve discurso en el que reconoció el dolor del pueblo armenio y enfatizó que, pese a que Israel no reconocía formalmente el Genocidio Armenio en cuanto tal, él sí lo hacía, agregando -al efecto- que "no existe otra nación que pueda entender el dolor de los armenios mejor que los judíos." Tras estas declaraciones, la comunidad judía en Turquía -país en el que son una minoría vulnerable- reaccionó desfavorablemente a las declaraciones de Metzger: en concreto, el vocero del rabino jefe de Turquía, señaló: "dejemos a los historiadores hacer su trabajo, y ahí veremos."

## Controversias

### Elección de 2003
La elección de Metzger como gran rabino asquenazí de Israel fue controversial, debido a que no era considerado una autoridad en materia de Halajá.

### Comentarios sobre los palestinos
En enero de 2008, Metzger concedió una entrevista a un periódico británico en la que manifestó necesario transferir a los palestinos de Gaza a la Península del Sinaí, agregando que, pese a que Israel acogía a los musulmanes pacíficos, los musulmanes del Mundo debían reconocer que Jerusalén pertenece al pueblo judío, señalando que: "ustedes tienen otros lugares, Meca y Medina, ustedes no necesitan un tercer lugar." Metzger también cuestionó la idea de que los musulmanes tengan alguna conexión con Jerusalén, haciendo notar que cuando los musulmanes rezan mirando en dirección a la Meca, dan la espalda a Jerusalén. Tras esto, recibió críticas por parte de israelíes moderados y algunos miembros de los países árabes.

## Publicaciones
- Miyam Ha halacha (Desde el Mar de la Halajá), una antología de los comentarios de Metzger cuando era Rabino Jefe de Tel Aviv.
- Sufa Bamidbar (En el Desierto), una colección de comentarios sobre la Primera Guerra del Golfo.
- B'Magalei Hachaim (Las Alturas de la Vida), un trabajo de dos volúmenes que recibió el Premio de Oro y el de Platino del Presidente de Israel.